# Operation Tabarin
Die Operation Tabarin war eine kleine britische Expedition des Zweiten Weltkrieges, die 1943 lanciert wurde, um in der Antarktis permanent besetzte Stationen zu errichten.

## Gründe für die Expedition
Es gibt mehrere Gründe für die Durchführung der Operation Tabarin. Vor Beginn des Krieges hatten deutsche Flugzeuge im Rahmen der Deutschen Antarktischen Expedition 1938/39 Markierungszeichen mit Hakenkreuzen über Königin-Maud-Land abgeworfen, um das Territorium offiziell zu beanspruchen. 1943 entfernte die Besatzung der HMS Carnarvon Castle argentinische Flaggen von Deception Island. Weiterhin war man im Foreign Office besorgt über mögliche Nachkriegsaktivitäten der Vereinigten Staaten in der Region. So war ein Grund der Expedition, stichhaltige britische Ansprüche auf verschiedene unbewohnte Inseln und Gebiete der Antarktis zu erheben, was durch argentinische Sympathien gegenüber dem Dritten Reich noch verstärkt wurde.
Zweitens war es nötig zu verhindern, dass der Feind in der Antarktis Unterschlupfe einrichtete. Es war bekannt, dass Deutschland abgelegene Inseln als Treffpunkte und als Schutz für Kriegsschiffe, U-Boote und Nachschubeinheiten nutzte. 1941 fürchtete man auch einen möglichen japanischen Angriff auf die Falklandinseln, ob zum Zweck der Errichtung einer Basis oder der Übergabe an Argentinien, um so einen politischen oder militärischen Vorteil für die Achsenmächte zu gewinnen. Deception Island in den britischen Südshetlandinseln besaß mit einer ehemaligen norwegischen Walfangstation einen geschützten Hafen. 1941 hatten die Briten an Bord der HMS Queen of Bermuda die Vorsichtsmaßnahme getroffen, die dortigen Kohlendepots und Öltanks zu zerstören, um eine mögliche Nutzung durch die Deutschen zu verhindern.
Es wurde auch vermutet, dass die Operation teilweise ein Desinformationsunternehmen gewesen sein könnte, nominell zur Aufdeckung von vermuteten deutschen Nachschuboperationen – Informationen, die durch das Entschlüsseln des Codes der Enigma tatsächlich bereits bekannt waren. Die wahren Beweggründe werden noch in Regierungsakten geheim gehalten.

## Die Expedition

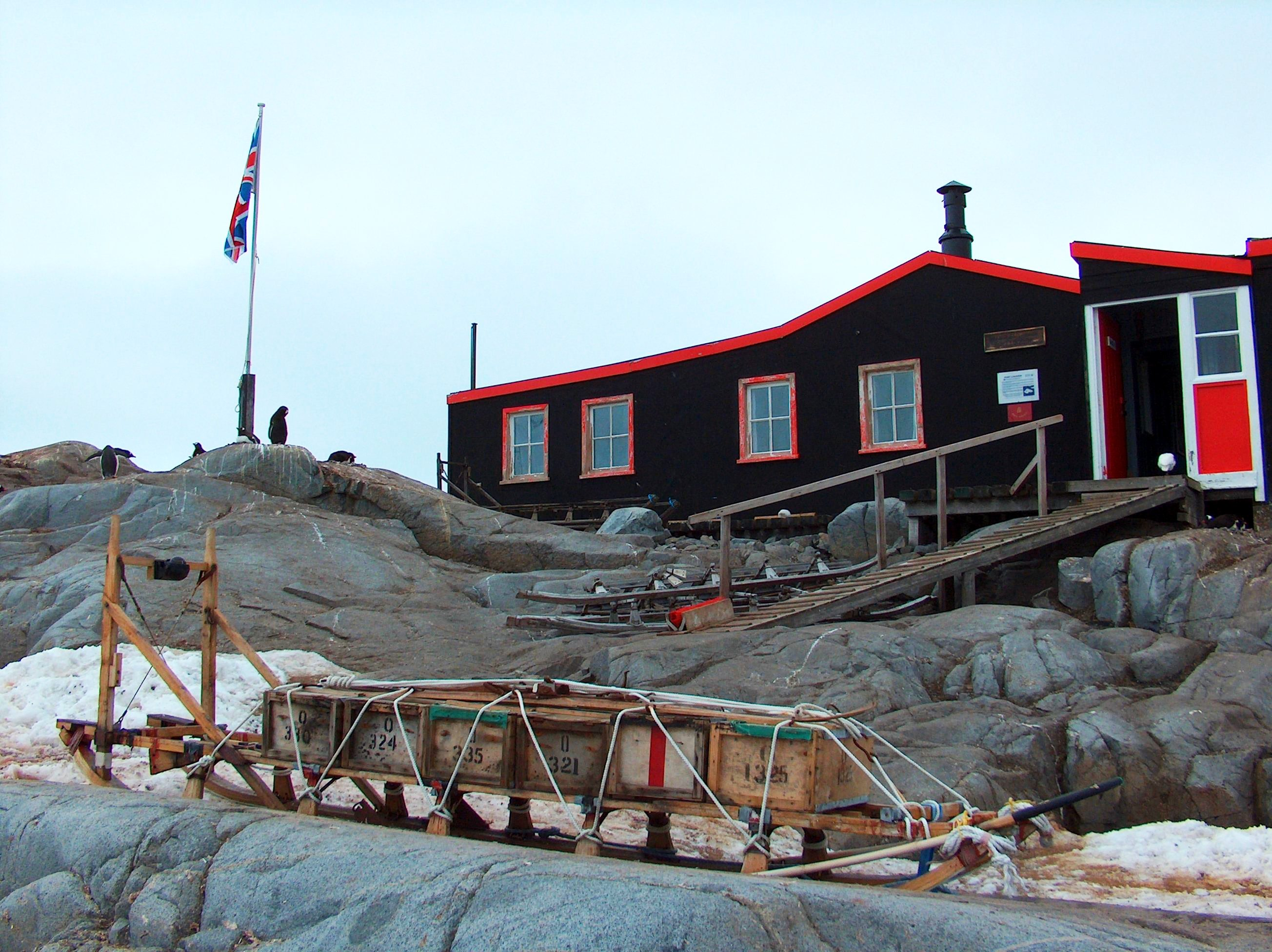
Port Lockroy, heute als Museum eine Touristenattraktion

Am Samstag, dem 29. Januar 1944 verließ ein vierzehn Mann starkes Expeditionsteam unter Leutnant James Marr die Falkland-Inseln mit zwei Schiffen, der HMS William Scoresby (ein Minenabwehrtrawler) und der HMS Fitzroy. Marr hatte den britischen Entdecker Ernest Shackleton auf seinen Antarktisexpeditionen in den 1920er Jahren begleitet.
Im Laufe des Februars wurden Basen nahe der verlassenen norwegischen Walfangstation auf Deception Island (3. Februar) und am Port Lockroy (11. Februar) auf der Wiencke-Insel westlich von Grahamland errichtet. Eine weitere Station wurde am 13. Februar 1944 in der Hope Bay eingerichtet, nachdem ein Versuch zum Abladen von Gütern am 7. Februar 1944 gescheitert war.
Die britischen Territorialforderungen wurden durch die Ausgabe von Briefmarken weiter untermauert.

## Reaktion
Die Entscheidung, Operation Tabarin zu starten, war offensichtlich keine politische Entscheidung. Premierminister Winston Churchill war außer Landes, und ein Memo Churchills, das als Reaktion auf die Bekanntgabe der Operation in der Presse erstellt wurde, weist darauf hin, dass er von der Entscheidung nichts wusste. Im Memo drückte er Bedenken aus, dass die Operation die Beziehungen zu den Vereinigten Staaten während der Vorbereitungen zur Operation Overlord belasten könne. Eine Antwort des Foreign Office besagt, dass die Operation nicht wegen der mangelnden Anerkennung britischer Territorialforderungen durch die USA, sondern zur Sicherung der britischen Ansprüche gegen Argentinien und Chile gestartet wurde.

## Nachkriegszeit
Nach dem Ende des Zweiten Weltkrieges wurden die Basen der Operation Tabarin an Zivilisten der Falkland Islands Dependencies Survey (FIDS), später in British Antarctic Survey (BAS) umbenannt, übergeben.
Der Disput um die Eignerschaft der Süd-Shetlandinseln ist im Rahmen des Antarktisvertrags vom 1. Dezember 1959 auf Eis gelegt. Es bestehen britische, chilenische und argentinische Forderungen, aber auch die Vereinigten Staaten und Russland behalten sich vor, in späterer Zeit Forderungen zu stellen. Die Aussetzung der Forderung ist ein zentraler Punkt für die Ausführung der wissenschaftlichen Arbeit.